# Hardtkopf (Elbenberg)
Der Hardtkopf ist ein 363,8 m ü. NHN hoher Berg bei Elbenberg, einem südöstlichen Stadtteil von Naumburg im nordhessischen Landkreis Kassel. Er gehört zu den Ostwaldecker Randsenken im Westhessisches Bergland.

## Geographie

### Lage
Der Hardtkopf liegt im Naturpark Habichtswald. Er erstreckt sich vom Dorf Elbenberg nach Südsüdosten entlang dem linken (östlichen) Ufer des Eder-Nebenflusses Elbe. Auf dem Übergangsbereich zum nordöstlich gelegenen Kuhberg (403,9 m) entspringt der Ems-Zufluss Stellbach. Auf dem Übergangsbereich zum nördlich befindlichen Steinbühl (355,4 m) steht ostsüdöstlich oberhalb des historischen Kerns von Elbenberg das Schloss Elberberg.

### Naturräumliche Zuordnung
Der Hardtkopf gehört in der naturräumlichen Haupteinheit Westhessisches Bergland (Nr. 34) in der Haupteinheit Ostwaldecker Randsenken (341) und in der Untereinheit Naumburger Senken und Rücken (341.4) zum Naturraum Elberberger Höhen (341.42). Sein Westhang fällt in den Naturraum Elbergrund (341.41) mit der Elbe ab. Nach Osten leitet die Landschaft in den Naturraum Fritzlarer Börde (343.23) mit der Ems über, der in der Haupteinheit Westhessische Senke (343) zur Untereinheit Hessengau (343.2) zählt.

## Felsenkeller
Im Jahre 1852 ließen die örtlichen Grundherren und Besitzer des Schlosses Elberberg, die Herren von Buttlar, die an der Elbe gelegene Hardtmühle von einer Sägemühle in eine Brauerei umbauen. Um das Bier sicher und kühl zu lagern, ließen sie in der Nähe, am Ufer der Elbe, einen Felsenkeller in den Westhang des Hardtkopfs sprengen. Das vorgelagerte Portal mit Plattform und Balustrade und eine in der Nähe angelegte Kegelbahn waren Ort vieler Feste und Feiern der Familie von Buttlar und der Dorfbevölkerung.
Heute dient der Felsenkeller dem örtlichen Sportverein als Lagerraum. Er liegt direkt am Sportplatz, der auf dem Erdaushub des im Zweiten Weltkrieg in den Hardtkopf getriebenen Stollensystems gebaut wurde.

## Großstollenanlage Saphir

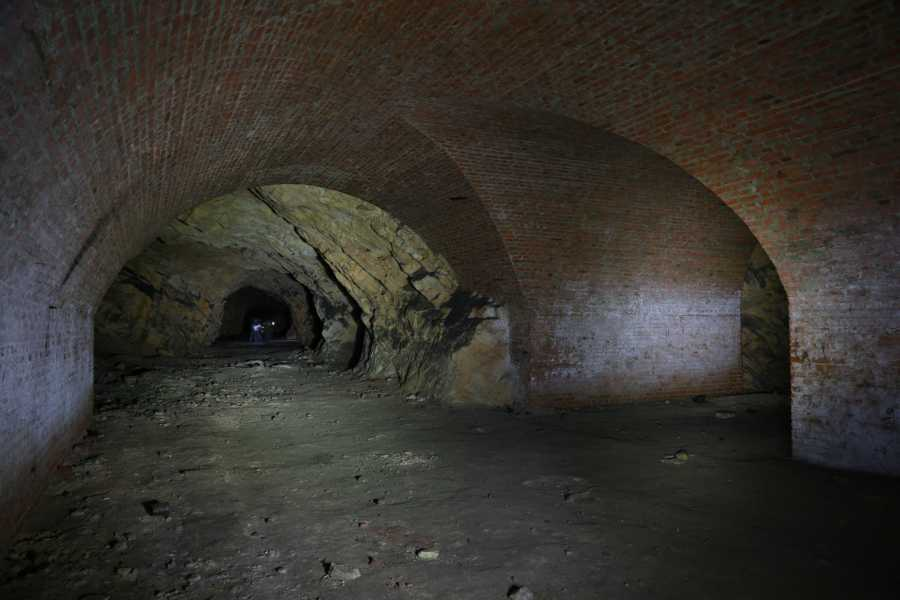
Großstollenanlage „Saphir“

Im Zweiten Weltkrieg, als ab Herbst 1943 mit der U-Verlagerung kriegswichtiger Fabriken in unterirdische Anlagen begonnen wurde, begann die Organisation Todt mit dem Bau einer Großstollenanlage neben dem alten Felsenkeller. Wie alle neuen Stollenanlagen erhielt auch diese als Decknamen eine geologische Bezeichnung: „Saphir“. Geplant war die bombensichere Auslagerung von Teilen der Fabrikationsanlage für Flugzeugmotoren der Kasseler Firma Henschel bzw. deren Tochterfirma Henschel Flugmotorenbau GmbH aus Altenbauna. Bauausführende Firmen waren die Unternehmen Richter und Cronibus aus Kassel, und die Bergwerksgesellschaft Hibernia stellte die notwendigen Bergleute. Die Hauptarbeit wurde von Zwangsarbeitern und Kriegsgefangenen aus Osteuropa, zumeist Russen, durchgeführt, die in einem Barackenlager am rechten Ufer der Elbe am Weg nach Altendorf untergebracht waren. Ab September 1944 mussten auch deutsch-jüdische Frauen aus dem Frauenlager Elben dort mitarbeiten. Es existierten 4 Eingänge mit 6 Meter breiten und 3 Meter hohen Stollen. Bis zum Einmarsch amerikanischer Truppen im Dorf am 31. März 1945 wurden Stollen von einer Gesamtlänge von fast 1.000 m und einer Sohlenfläche von 4.120 m² angelegt. Der Aushub wurde zwischen Berg und Bach angeschüttet und ergab die Grundlage für den heutigen Sportplatz. Die Stollenanlage wurde nie fertiggestellt, und Motoren wurden nie produziert.
Die Stollen und die bis zu 5 m hohen Gewölbekammern sind zum Großteil erhalten, stehen aber teilweise unter bis zu 30 cm Wasser. Produktionsanlagen oder Teile davon sind nicht mehr vorhanden, selbst wenn sie einmal dort gewesen sein sollten. Noch bis in die späten 1970er Jahre krochen Kinder und Jugendliche durch eingesackte Öffnungen im Hang in die Gänge, spielten dort und fuhren sogar mit Fahrrädern darin umher. Während der Schleyer-Entführung im Herbst 1977 wurden die Stollen des daneben liegenden Felsenkellers von Polizeikräften durchsucht, weil sie als potenzielles Versteck infrage kamen. Wenig später wurden die Eingänge zugebaggert und der Zugang durch den Felsenkeller zugemauert. Der einzige Zugang heute führt durch ein wuchtiges Portal und eine kleine, sicher verriegelte Metallluke. Das System ist nicht öffentlich zugänglich; die Schlüssel hat das Bundesvermögensamt. Fledermäuse haben allerdings Wege in den Berg gefunden und leben heute in den alten Stollen.
1988 wurden im Zuge des Ortsjubiläums historische Hinweistafeln aufgestellt, so auch am Felsenkeller und am Tonloch, wo das Frauenlager gestanden hatte.